# Gephyromantis moseri
A Gephyromantis moseri   a kétéltűek (Amphibia) osztályába és  a békák (Anura) rendjébe aranybékafélék (Mantellidae) családjába tartozó faj. 

## Előfordulása
Madagaszkár endemikus faja. A sziget keleti részén, 300–900 m-es tengerszint feletti magasságban honos.

## Nevének eredete
Nevét Felix Moser tiszteletére kapta, aki a Biopat program keretébeb pénzügyi támogatást kapott a biodiverzitás kutatására és a természetvédelemre.

## Megjelenése
Közepes méretű  Gephyromantis faj. A hímek testhossza 27–40 mm, a nőstényeké 37 mm körüli. A Madagszkár északabbi részén élő egyedek határozottan nagyobbak, mint az Andasibe Nemzeti Parkban és környékén élők. Viszonylag karcsú testű békafaj. Háti bőre szemcsézett, oldala felé bőrredők alig láthatók rajta. Nagyon jellegzetes a hátán húzódó keresztirányú bőrredő.

## Természetvédelmi helyzete
A vörös lista a nem veszélyeztetett fajok között tartja nyilván. Elterjedési területe viszonylagosan nagy, populációjának egyedszáma jelentős. Több védett területen is megtalálható. Bár a faj jelentős létszámú és alkalmazkodóképes, a védett területeken kívül élőhelyének elvesztése jelent fenyegetést rá a mezőgazdaság, a fakitermelés, a szénégetés, a legeltetés és a települések fejlődése következtében.